# Де Смет, Ингрид
Ингрид де Смет (англ. Ingrid A. R. De Smet) — британский историк идей, специалист по интеллектуальной культуре раннего Нового времени (16-го и начала 17-го веков) во Франции и Нидерландах. Дважды доктор, профессор Уорикского университета, где трудится с 1997 года, член Британской (2014) и Европейской (2019) академий.
Получила степени лиценциата и PgDip в Левене, две докторских степени — в Кембридже (PhD) и Уорикском университете (DLitt). В последнем ныне профессор.
В 2007—2010 и 2014—2018 директор Центра ренессансоведения (Centre for the Study of the Renaissance) Уорикского университета.
В 2015—2018 гг. президент IANLS.
Член редколлегий Lias. Journal of Early Modern Intellectual Culture and its Sources, Renaissance Studies, а также книжной серии Chartae Neolatinae (Aix-en-Provence).
Автор биографической монографии, посвященной Жаку Огюсту де Ту: Thuanus: The Making of Jacques-Auguste de Thou (1553—1617). Genève. 2006 {Рец.: , , }. Соредактор Sodalitas litteratorum. Le compagnonnage litteraire neo-latin etfrancaise a la Renaissance (Geneva: Droz, 2019).